# غالب بن فضالة الليثي
غالب بن عبد الله بن فضالة بن عبد الله الليثي الكناني استعمله زياد بن أبيه على خراسان ولكنه ولايته لم تطول واستعمل بدلاً عنه خليد بن عبد الله الحنفي ، نزل مرو، وولي خراسان زمن معاوية، ولّاه زياد بن أبيه ،وكان ذلك عام 48 هـ
| سبقه الحكم بن عمرو الغفاري | ولاة خراسان | تبعه خليد بن عبد الله الحنفي |